# Идалир

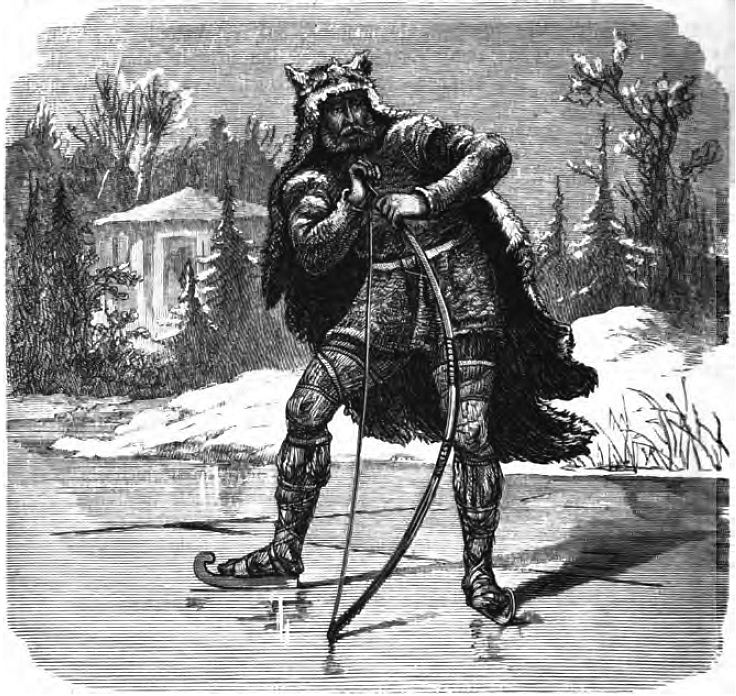
Рисунок Улля и его жилища,, 1882 год.

Идалир (др.-сканд. Ýdalir; «долины тисов»), Идале или Идалер — место жительства бога стрельбы из лука Улля из германо-скандинавской мифологии. Оно было упомянуто в пятой строфе мифологической поэмы «Речи Гримнира», входящей в поэтический сборник XIII века «Старшая Эдда». Ряд топонимов в Швеции и Норвегии, по мнению исследователей, связаны с Идалиром.

## Упоминание
Идалир — имя

 месту, где Улль

 палаты построил.

 Некогда Альвхейм

 был Фрейром получен

 от богов на зубок.
 Ýdalir heita,

 þar er Ullr hefir

 sér of görva sali;

 Alfheim Frey

 gáfu í árdaga

 tívar at tannféi.
Идалир упоминается в пятой строфе мифологической поэмы «Речи Гримнира», которая входит в поэтический сборник XIII века «Старшая Эдда». Один, упомянутый под именем Гримнир, сообщает Агнару Гейррёдсону о жилище Улля в месте под названием Идалир.

## Исследования
Такие учёные, как Финн Магнусен и Нильс Матиас Петерсен, считали, что древнескандинавское название Идалира означало «дождевые долины». Карл Фредрик Сэве окончательно доказал, что название связано с тисами. По мнению Асгаута Стайннеса, первоначальным названием Идалира было «Ývin», связанное с норвежской фермой Ивин (норв. Ývin) в Эстфолле. По его мнению, скальд для прозаичности добавил к названию -dalir (долина), так как около фермы находилась долина.
По мнению немецкого германиста Рихарда Мейера, Идалир расположен в Асгарде. Шведский лингвист Эрик Брате рассматривает Идалир и Альвхейм как одно и то же место. По мнению британской фольклориста Хильды Эллис-Дэвидсон, чертог Вальхалла известен из-за своей важности в образе войны и смерти, а другие чертоги, подобно Идалиру, потеряли свои значения в скандинавской культуре. Магнусен отметил связь знаков зодиака с двенадцатью жилищами богов в Асгарде. Согласно его систематике, Идалир относится к созвездию Стрельца.
По мнению шведского лингвиста Ивара Линдквиста, название шведского прихода Идала (швед. Ydala), расположенного в сотне Фйере провинции Халланд, связано с Идалиром. Сотрудник Ботанического музея Университета Осло Олаф Ханссен связал название норвежской фермы Иддал (норв. Yddal) в Хордаланне с чертогом Улля. Стайннес считает, что название норвежской фермы Ивин имеет отношение к Идалиру и там процветал культ Улля.

## В культуре
Шестой студийный альбом исландской викинг- и фолк-метал группы Skálmöld «Ýdalir» был назван в честь Идалира. В честь мифического места был назван строящийся с 2019 года район Идалир коммуны Эльверум, Норвегия.
Вероятно, в честь Идалира был назван лук Ichaival в игре 1996 года Fire Emblem: Genealogy of the Holy War. Затем оружие под новым именем Yewfelle было добавлено в одну из следующих частей серии Fire Emblem Awakening. Лук Ichaival появился в игре Smite и аниме Senki Zesshou Symphogear. По мнению Мелани Заводняк из NintendoWorldReport, это произошло из-за анонимной правки 16 декабря 2013 года в статье английской Википедии «List of mythological objects» (с англ. — «Список мифологических предметов»). В ней была добавлена информация про якобы мифологический лук Ichaival, согласно которой он был из Идалира? принадлежал Одину и за раз выпускал десять стрел. Окончательная эта ложная информация была удалена из статьи 21 января 2018 года.

### На русском языке
- Речи Гримнира // Беовульф. Старшая Эдда. Песнь о нибелунгах / пер. с древнеисландского А. Корсуна. — Москва: Художественная литература, 1975. — 752 с. — (Литература Древнего Востока, Античного мира, Средних веков, Возрождения, XVII и XVIII веков). — 303 000 экз.

### На английском языке
- Bane  T. Encyclopedia of Imaginary and Mythical Places (англ.). — Jefferson: McFarland & Company, 2014. — 204 p. — ISBN 978-0-7864-7848-4.
- Ellis Davidson H. R. The Lost Beliefs of Northern Europe (англ.). — Routledge, 1993. — ISBN 0-415-04937-7.
- Molin J. J. Ullr: A God on the Edge of Memory :  [англ.] : Master’s thesis. — Reykjavík, 2015.

### На других языках
- Brate E.[англ.]. Vanerna: en mytologisk undersökning (швед.). — Stockholm: P. A. Norstedt & Söner, 1914.
- Hanssen O.[норв.]. Stadnamn med voksternamn (норв.) // Maal og Minne[англ.]. — 1931. — S. 127—130.
- Lindquist I.[швед.]. Gudar på skidor (швед.) // På skidor. — 1929. — S. 8—15.
- Magnusen F. Den Ældre Edda: En samling af de nordiske folks ældste sagn og sange (датск.). — Gyldendal, 1821.
- Meyer R. M. Altgermanische Religionsgeschichte (нем.). — Quelle & Meyer, 1910. — 645 S.
- Petersen N. M.[дат.]. Nordisk mythologi (датск.). — Det Schubotheske Forlag, 1849.
- Säve C. F.[швед.]. Om de Nordiska Gudanamnens Betydelse (швед.) // Fyra inträdes-föreläsningar af professorerna Per Hedenius, Bernhard Elis Malmström, Henrik Gustaf Hultman och Carl Säve. — 1860. — S. 70—90.
- Steinnes A.[англ.]. Alvheim (норв.) // Historisk tidskrif. — 1949—1951. — Bd. 35.